# Mario Moreno (labdarúgó)
Mario Moreno Burgos (Santiago, 1935. december 31. – Santiago, 2005. március 2.) chilei válogatott labdarúgó.
A chilei válogatott tagjaként részt vett az 1962-es világbajnokságon.

## Sikerei, díjai
Colo-Colo
- Chilei bajnok (3): 1956, 1960, 1963

Chile
- Világbajnoki bronzérmes (1): 1962